# Kurtis Kraft 500F
O Kurtis Kraft 500F é o modelo da Kurtis Kraft utilizado entre 1956 e 1959. Foi guiado por Tony Bettenhausen, Bill Cheesbourg, Jimmy Davies, Juan Manuel Fangio, Paul Russo e Dempsey Wilson.